# Adenanthera abrosperma
Adenanthera abrosperma är en ärtväxtart som beskrevs av Ferdinand von Mueller. Adenanthera abrosperma ingår i släktet Adenanthera och familjen ärtväxter. Inga underarter finns listade i Catalogue of Life.